# U 506 (Kriegsmarine)
De U 506 was een type IXC-U-boot uit de Tweede Wereldoorlog van de Duitse Kriegsmarine. De bevelhebber was kapitein-luitenant-ter-zee Erich Würdemann. De U 506 hielp mee met de reddingsoperatie van de SS Laconia op 13 september 1942.

## Het Laconia-incident
De U 506 nam, samen met de U 156, de U 507 en de Italiaanse onderzeeboot Capellini, deel aan een grootscheepse reddingsactie nadat het passagiersschip SS Laconia op 12 september 1942 voor de westkust van Afrika tot zinken werd gebracht.
Ongeveer 1.500 drenkelingen werden gered door deze onderzeeboten en een Frans schip uit Dakar, Senegal, dat aankwam op 16 september – vier dagen nadat de SS Laconia tot zinken was gebracht.
In de late avond van 16 september 1942 beval admiraal Dönitz zijn andere U-boten alleen Italianen aan boord te houden en alle andere geredden in de reddingsboten over te brengen. Eerder die middag werd de U 506, die het bevel nog niet opgevolgd had en die ook vrouwen en kinderen aan boord had, door een vliegboot aangevallen en gebombardeerd. Gelukkig ontploften de dieptebommen toen de U 506 zich op 60 meter diepte bevond. Als reactie op de aanval liet Dönitz aan al zijn U-bootcommandanten instructies uitgaan die later de "Laconia"-bevelen genoemd werden. Er mochten geen pogingen meer ondernomen worden om bemanningen van getorpedeerde schepen te redden; daaronder vielen ook het oppikken van mensen uit zee, het rechttrekken van gekapseisde reddingsboten en verstrekken van water en voedsel. De admiraal verklaarde dat dergelijke activiteiten een belemmering vormden voor het hoofddoel van de U-bootoorlog: de vernietiging van vijandelijke schepen en hun bemanning. Deze uitspraak zou zich later, tijdens het Proces van Neurenberg, tegen hem keren.

## Het einde van deU 506
Op 12 juli 1943 was de U 506 gelegen in de buurt van het konvooi SC-137, dat ze volgden met hun 10-cm radar, waarvan de Duitsers dachten dat deze niet defect kon zijn. Omstreeks 15:50 werden ze verrast door een naderende Amerikaanse B-24 Liberator-bommenwerper (USAF-A/S Squadron 1), die het konvooi bewaakte. Ongeveer vijftien man zagen het gevaar in en ontsnapten door in het water te springen, nadat de U-boot in tweeën brak door zeven bomvoltreffers van de bommenwerper. De aanvallende bommenwerper dropte een overlevingsvlot samen met een rokend signaalbaken voor de Duitse overlevenden. 48 bemanningsleden, onder wie kapitein-luitenant-ter-zee Erich Würdemann, kwamen om. Zes man werden drie dagen later door een Britse torpedobootjager uit zee opgepikt.
De U 506 zonk in het noorden van de Atlantische Oceaan, ten westen van Vigo, Spanje, op 42° 30′ 0″ NB, 16° 30′ 0″ WL.